# Castello di Duns

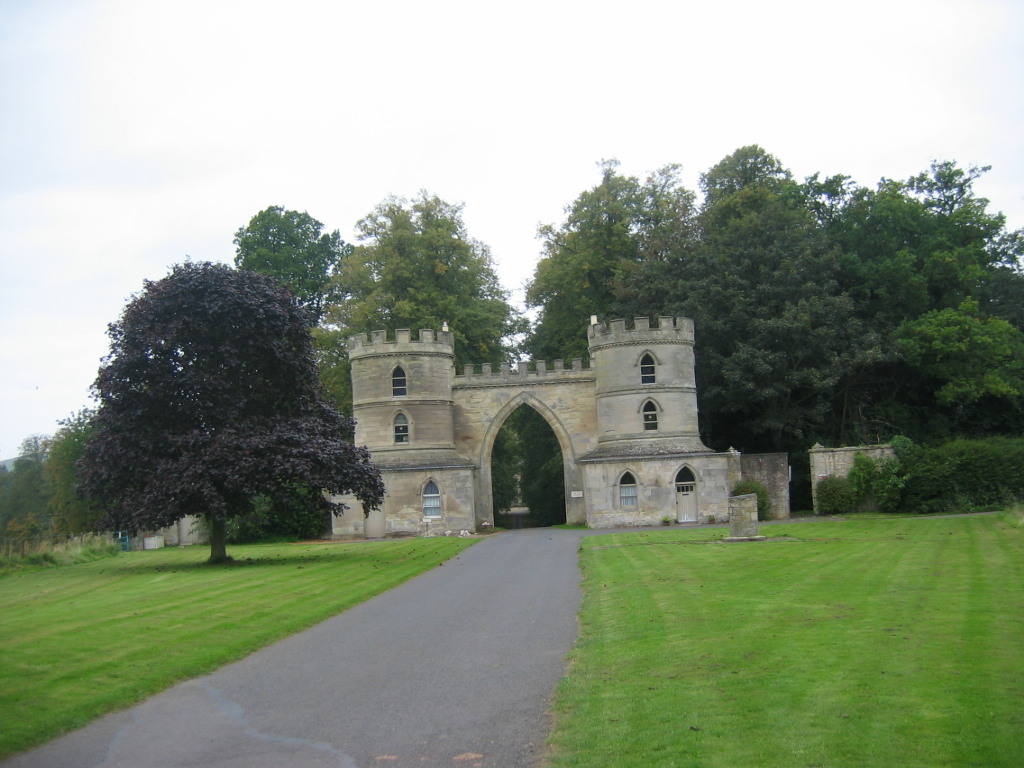
Entrata del castello di Duns

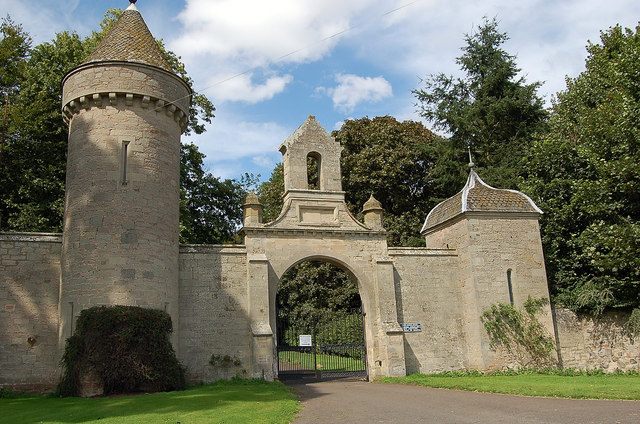
Particolare dell'entrata del castello di Duns

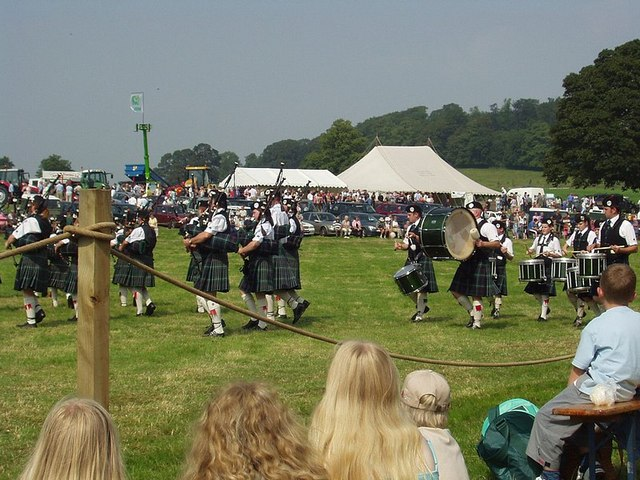
Manifestazione folcloristica all'interno del castello di Duns

Il castello di Duns (in inglese: Duns Castle) è uno storico edificio in stile gotico della cittadina scozzese di Duns, nel Berwickshire (Scottish Borders, Scozia sud-orientale), costruito nella forma attuale tra il 1816 (o 1818) e il 1822 su progetto dell'architetto James Gillespie Graham , ma le cui origini risalgono agli inizi del XIV secolo.
Il castello è di proprietà della famiglia Hay dalla fine del XVII secolo e non è aperto al pubblico per le visite di carattere turistico, ma è utilizzato esclusivamente per matrimoni e altri ricevimenti.

## Storia
L'edificio originario fu, con ogni probabibilità, fatto costruire intorno al 1320 da Randolph, conte di Moray, al quale erano stata ceduta la proprietà dei terreni di Duns dallo zio Robert the Bruce.
Dopo la morte di Randolph, avvenuta nel 1333, il castello passò probabilmente nelle mani di Patrick, conte di Dunbar. In seguito però alla battaglia di Halidon Hill, le terre di Duns e Chirnside, comprensive del castello di Duns, furono cedute da re Edoardo  d'Inghilterra a Thomas de Bradestan.
Nel 1639 il castello di Duns ebbe un ruolo importante nell'insurrezione dei Covenanters contro re Carlo I come sede che ospitava il generale Leslie.
Nel 1696 il castello di Duns fu acquistato dal conte di Tweeddale e da questi ceduto da William Hay di Drumelzier, che aveva sposato una discendente di Mary Seton.
In quel periodo, il castello era di dimensioni più ridotte rispetto all'originaria fortezza trecentesca.  Opere di ampliamento furono però in seguito effettuate dai discendenti di William Hay, il figlio Alexander e il nipote Robert.
In particolare, quest'ultimo incaricò nel 1816 o 1818 l'architetto James Gillespie Graham. e il costruttore William Waddell di apportare sostanziali modifiche alla struttura.   Per l'opera di ristrutturazione, che terminò nel 1822, furono utilizzate delle pietre estratte da un mulino cittadino, il mulino Putton.
Nel XX e XX secolo, il castello ha ospitato in seguito personaggi famosi quali Ivana Trump e Shirley Bassey e le nozze del calciatore Robbie Fowler.

## Architettura
Il castello si trova all'interno di un'area boschiva e lacustre della superficie complessiva di 1.100 acri. 
Gli interni dell'edificio ospitano 12 camere da letto e 10 bagni. La sala da pranzo principale è quella originale del XIV secolo.

## Leggende
Secondo la leggenda, vivrebbe nel castello il fantasma di Alexander Hay, ucciso nella battaglia di Waterloo nel 1815. 

## Il castello di Duns nella cultura di massa
- Il castello di Duns fu una delle location del film TV del 1992, diretto da John Power e con protagonisti Roger Rees e Catherine Oxenberg, Carlo e Diana - Scandalo a corte (Charles and Diana: Unhappily Ever After)[1]
- Il castello di Duns fu una delle location del film TV del 1996, diretto da  David Green e con protagonisti Julie Cox e Christopher Bowen La principessa triste (Princess in Love)[2]
- Il castello di Duns fu una delle location del film del 1997, diretto da John Madden e con protagonisti Judi Dench e Billy Connolly, La mia regina (Mrs. Brown)[1][2] [7]